# Physcaeneura pione
Physcaeneura pione is een vlinder uit de onderfamilie Satyrinae van de familie Nymphalidae. De wetenschappelijke naam van de soort is voor het eerst geldig gepubliceerd in 1880 door Frederick DuCane Godman.